# Death March to the Parallel World Rhapsody
Desu Machi Kara Hajimaru Isekai Kyosokyoku (яп. デスマーチからはじまる異世界狂想曲 Дэсу Ма:ти кара хадзимару исэкаи кё:сикёку, досл. «С марша смерти начинается феерия иного мира», также используется название «Рапсодия о долгом странствии по иному миру») — ранобэ Айнаны Хиро. Первый том был опубликован в марте 2013. В декабре того же года начала выходить его манга-адаптация. Два года спустя была анонсирована аниме-адаптация студии Silver Link. Премьера аниме-сериала состоялась 11 января 2018 года.

## Сюжет
Двадцатидевятилетний программист Судзуки из-за загруженности был вынужден работать в режиме «марша смерти» (в России это обычно называют авралом), лишая себя сна и отдыха, над созданием новой ролевой игры. Потеряв последние силы, он решает уснуть за столом, но просыпается в мире, похожем на игру, код которой он писал. Спустя некоторое время он понимает, что это не сон, и он переродился в виде пятнадцатилетнего подростка, которого окружающие называют Сату Пендрагон. Постепенно вокруг героя, решившего стать искателем приключений, начинает формироваться группа молодых девушек, влюблённых в него. Благодаря введённому в реальном мире коду игры, Сату ухитряется поднять свой уровень до максимально возможного, однако держит эту информацию в секрете от своих попутчиц.

## Персонажи
Итиро Судзуки / Сату Пендрагон (яп. 鈴木一郎 / サトゥー・ペンドラゴン Судзуки Итиро: / Сату: Пэндорагон) — 29-летний программист, который перешёл в другой мир, став там пятнадцатилетним героем, но сохранил своё прежнее сознание.
Поти (яп. ポチ) — девочка-полусобака, бывшая рабыней, пока её вместе с Поти и Лизой не спас Сату. С тех пор она стала путешествовать вместе с ним. Имена всей троице выбрал он же, имя Поти — популярная кличка для собак в Японии.
Тама (яп. タマ) — девочка-полукошка, была спасена вместе с Поти и Лизой. «Тама» — популярная кличка для кошек в Японии.
Лиза (яп. リザ Ридза) — девушка-рептилоид, спасённая вместе с Поти и Тамой. В процессе побега учится обращаться с копьём. Имя — сокращённое слово «лизард» (англ. ящерица).
Алиса (яп. アリサ Ариса) — принцесса, после захвата её страны попавшая в рабство. Она была куплена Сату, когда он узнал, что она понимает японский язык. Как позже выяснилось, она умерла на Земле и переродилась ребенком в этом мире.
Лулу (яп. ルル Руру) — рабыня. Несмотря на то, что Сату считает её красивой по японским стандартам, её черные волосы и азиатские черты считаются непривлекательными для людей нынешнего мира. Она покупается Сату вместе с Арисой и присоединяется к его партии.

## Медиа

### Ранобэ
Айнана Хиро опубликовал веб-новеллу Desu Machi Kara Hajimaru Isekai Kyosokyoku на сайте Shōsetsuka ni Narō в 2013 году, после чего она была издана как ранобэ с иллюстрациями shri. Первый том был выпущен Fujimi Shobo в марте 2014 года. В первой половине 2018 года серия стала десятой по продажам в Японии среди ранобэ. За этот период было продано 211 393 копии книг
Американское издательство Yen Press объявило о своей лицензии на ранобэ 20 мая 2016 года.

#### Список томов
| №  | Дата публикации    | ISBN                   |
| -- | ------------------ | ---------------------- |
| 1  | 17 марта 2014 г.   | ISBN 978-4-04-070084-7 |
| 2  | 16 июля 2014 г.    | ISBN 978-4-04-070307-7 |
| 3  | 20 ноября 2014 г.  | ISBN 978-4-04-070308-4 |
| 4  | 18 апреля 2015 г.  | ISBN 978-4-04-070596-5 |
| 5  | 20 августа 2015 г. | ISBN 978-4-04-070707-5 |
| 6  | 10 декабря 2015 г. | ISBN 978-4-04-070708-2 |
| 7  | 9 апреля 2016 г.   | ISBN 978-4-04-070872-0 |
| 8  | 10 августа 2016 г. | ISBN 978-4-04-072018-0 |
| 9  | 10 декабря 2016 г. | ISBN 978-4-04-072126-2 |
| 10 | 10 апреля 2017 г.  | ISBN 978-4-04-072257-3 |
| 11 | 10 августа 2017 г. | ISBN 978-4-04-072405-8 |

### Манга
Манга-адаптацию Аю Мэгуми также выпускает издательство Fujimi Shobo — сначала, с декабря 2014 года, в журнале Age Premium, затем, в связи с прекращением его издания на 49-м выпуске 9 июля 2016 года, — в «Ежемесячнике „Dragon Age“», куда эта манга была передана вместе с ещё четырьмя другими.
Манга также была лицензирована Yen Press.

#### Список томов
| № | На японском        | На японском            | На английском     | На английском          |
| № | Дата публикации    | ISBN                   | Дата публикации   | ISBN                   |
| - | ------------------ | ---------------------- | ----------------- | ---------------------- |
| 1 | 18 апреля 2015 г.  | ISBN 978-4-04-070576-7 | 22 ноября 2016 г. | ISBN 978-0-31-655276-9 |
| 2 | 5 декабря 2015 г.  | ISBN 978-4-04-070784-6 | 21 марта 2017 г.  | ISBN 978-0-31-646923-4 |
| 3 | 9 августа 2016 г.  | ISBN 978-4-04-070991-8 | 18 июля 2017 г.   | ISBN 978-0-31-643962-6 |
| 4 | 10 декабря 2016 г. | ISBN 978-4-04-072114-9 | —                 |                        |

### Aниме
В четвертом томе манги, вышедшем 10 декабря 2016 года, было объявлено об аниме-адаптации. Производством ТВ-сериала на базе студии Silver Link занимался режиссер Син Онума.

## Критика
Франшиза получила низкие оценки критиков, отмечавших, что сюжет произведения является типичным примером жанра исэкай. В рецензии на ранобэ-первоисточник Ребекка Сильверман указывала, что авторы подобных работ делают небольшое изменение в устоявшемся клише, за счёт которых дальше развивают фабулу. По её мнению, в случае Death March to the Parallel World Rhapsody таким изменением стало сохранение сознания взрослого человека у попаданца, которое позволяло аудитории не задаваться вопросом «опять это?». Тем не менее, по мнению остальных рецензентов Anime News Network, этого явно было недостаточно, чтобы считать такую работу хоть сколько-то уникальной с учётом её очевидного дальнейшего развития по канонам жанра гарем.